# Stauffacher (Zürich)
Koordinaten: 47° 22′ 24,4″ N, 8° 31′ 44,8″ O; CH1903: 682359 / 247529

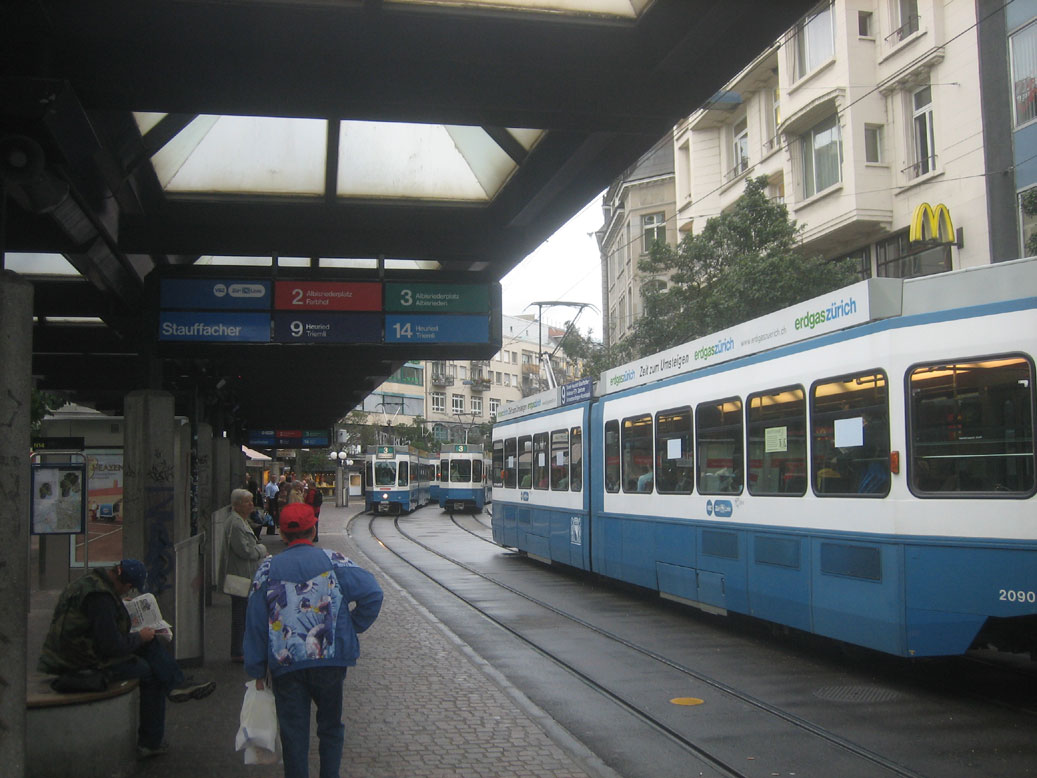
Tramhaltestelle Stauffacher

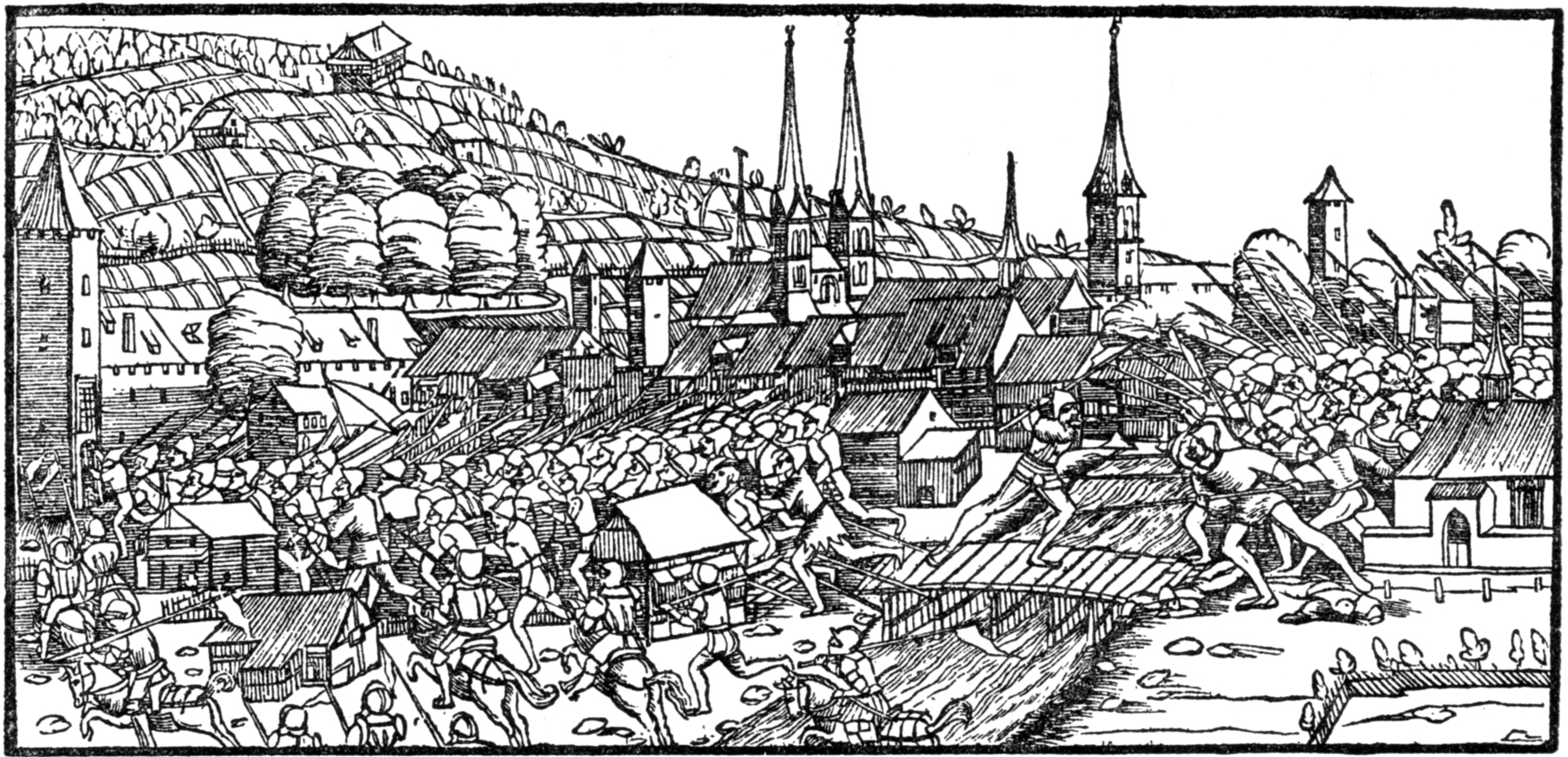
Schlacht bei St. Jakob an der Sihl während des Alten Zürichkriegs auf einem Holzschnitt aus der Stumpfschen Chronik von 1548

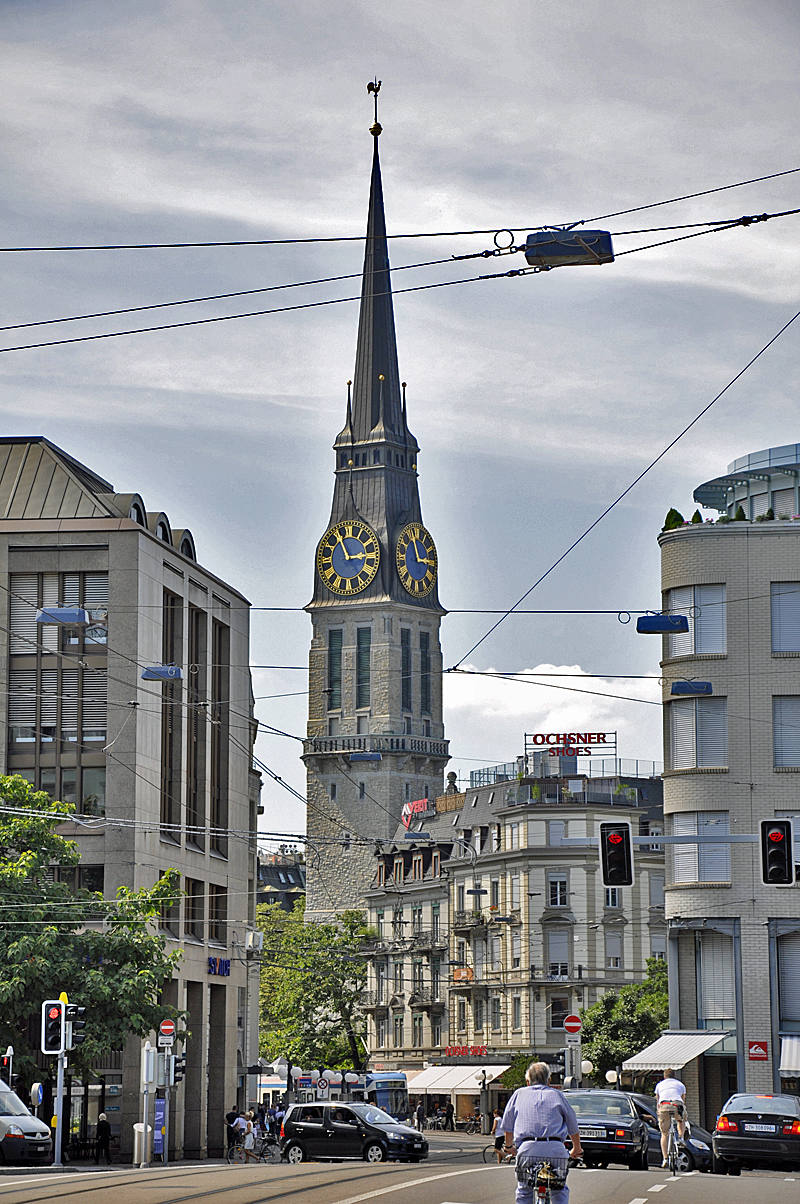
Blick zum Stauffacher mit der St. Jakobskirche

Stauffacher ist der Name einer Tramhaltestelle vor der St. Jakobskirche im Kreis 4 (Aussersihl) in Zürich, an der Kreuzung der Badenerstrasse mit der Stauffacherstrasse. Die Bezeichnung fügt sich in die Gruppe benachbarter auf den Schwyzer Landammann Werner Stauffacher bezogener Toponyme ein und ist auf den ganzen Raum entlang des ganzen Strassenabschnitts zwischen Zweierplatz und Sihl übergegangen. Sie deckt sich etwa mit dem älteren Namen St. Jakob; am 22. Juli 1443 wurde dort die Schlacht bei St. Jakob an der Sihl geschlagen.
1221 ist ein Siechenhaus für Aussätzige mit Kapelle unter dem Patronat Jakobs des Jüngern bezeugt, das im Jahre 1677 in ein Pfrundhaus (Altersheim) umgewandelt wurde und bis 1842 als solches bestehen blieb. Auf der gegenüberliegenden Seite der Badenerstrasse entstand nach 1820 ein neuer Friedhof mit einem Bethaus. Die St. Jakobskirche wurde 1901 anstelle des Bethauses in Betrieb genommen.
Der Stauffacher ist ein Knotenpunkt für den öffentlichen Verkehr mit Haltestellen der Tramlinien 2, 3, 8, 9 und 14 sowie der Nachtbus-Linie N14. Aussergewöhnlich für ein Tramnetzwerk ist, dass die Fahrpläne der sich an dieser Haltestelle überkreuzenden Linien 2, 3, 9 und 14 aufeinander so abgestimmt sind, dass sie jeweils nahtlose Umsteigemöglichkeiten Richtung Osten (Hauptbahnhof beziehungsweise Altstadt / See) und Westen (Wiedikon beziehungsweise Albisrieden / Altstetten) ermöglichen. 
Um die Haltestelle befinden sich diverse Geschäfte und ein kleines Einkaufszentrum, genannt Stauffacher-Tor, sowie das Zett-Haus. Der Stauffacher hätte ein wichtiger Knotenpunkt der geplanten U-Bahn Zürich werden sollen, doch das Vorhaben scheiterte 1973 in einer Volksabstimmung.